# Lista de presidentes da Rússia

Bandeira do Presidente da Russia.

Esta é a lista de presidentes da Russia, o título é dado ao chefe de estado russo, protetor da constituição, dos direitos e das liberdades dos cidadãos e tem de acionar qualquer medida para proteger a integridade da soberania russa. 
Em 2018, Vladimir Putin foi reeleito para mais um mandato de seis anos.

## Presidentes
Para os líderes russos antes desta ratificação, veja: Lista de líderes da União Soviética
Uma vez eleito, o presidente da Rússia deve proferir a seguinte frase na sua tomada de posse:
| “ | Клянусь при осуществлении полномочий Президента Российской Федерации уважать и охранять права и свободы человека и гражданина, соблюдать и защищать Конституцию Российской Федерации, защищать суверенитет и независимость, безопасность и целостность государства, верно служить народу. | ” |

| “ | Juro, no exercício dos plenos poderes de Presidente da Federação da Rússia, respeitar e proteger os direitos do Homem e do cidadão, vigiar e defender a Constituição, proteger a soberania e a independência, a segurança e integridade do Estado e servir fielmente ao povo. | ” |

Esta é uma lista dos presidentes da Federação Russa formada em 1993 após a dissolução da União Soviética. Esta lista inclui apenas os indivíduos empossados como Presidente da Rússia após a ratificação da Constituição russa, que entrou em vigor em 1993.
| № | Retrato | Presidentes                              | Mandato             | Duração do mandato     | Duração do mandato        | Afiliação                        | Eleição presidencial                                                        | Primeiros-ministro(s)                                                                 |
| - | ------- | ---------------------------------------- | ------------------- | ---------------------- | ------------------------- | -------------------------------- | --------------------------------------------------------------------------- | ------------------------------------------------------------------------------------- |
| 1 |         | Boris Iéltsin Борис Ельцин (1931–2007)   | 1                   | 25 de dezembro de 1991 | 9 de agosto de 1996       | Apoiado pelo Partido Democrático | 57,30% 45.552.041 votos                                                     | Viktor Chernomyrdin Sergei Kiriyenko Yevgeny Primakov Sergei Stepashin Vladimir Putin |
| 1 | 2       | Boris Iéltsin Борис Ельцин (1931–2007)   | 9 de agosto de 1996 | 31 de dezembro de 1999 | Nenhum                    | 53,80% 40.208.384 votos          |                                                                             | Viktor Chernomyrdin Sergei Kiriyenko Yevgeny Primakov Sergei Stepashin Vladimir Putin |
| 2 |         | Vladimir Putin Владимир Путин (1952-)    | interino            | 31 de dezembro de 1999 | 7 de maio de 2000         | Nenhum                           | Servindo o prazo restante de Boris Yeltsin como primeiro-ministro da Rússia | Mikhail Kasyanov Mikhail Fradkov Viktor Zubkov                                        |
| 2 | 1       | Vladimir Putin Владимир Путин (1952-)    | 7 de maio de 2000   | 7 de maio de 2004      | Nenhum                    | 52,94% 39.740.467 votos          |                                                                             | Mikhail Kasyanov Mikhail Fradkov Viktor Zubkov                                        |
| 2 | 2       | Vladimir Putin Владимир Путин (1952-)    | 7 de maio de 2004   | 7 de maio de 2008      | Apoiado pelo Rússia Unida | 71,31% 49.565.238 votos          |                                                                             | Mikhail Kasyanov Mikhail Fradkov Viktor Zubkov                                        |
| 3 |         | Dmitri Medvedev Дмитрий Медведев (1965-) | 1                   | 7 de maio de 2008      | 7 de maio de 2012         | Apoiado pelo Rússia Unida        | 70,28% 52.530.712 votos                                                     | Viktor Zubkov Vladimir Putin                                                          |
| 4 |         | Vladimir Putin Владимир Путин (1952-)    | 3                   | 7 de maio de 2012      | 7 de maio de 2018         | Apoiado pelo Rússia Unida        | 63,60% 46.602.075 votos                                                     | Dmitri Medvedev                                                                       |
| 4 | 4       | Vladimir Putin Владимир Путин (1952-)    | 7 de maio de 2018   | Presente               | Apoiado pelo Rússia Unida | 76,69% 56.430.712 votos          | Dmitri Medvedev Mikhail Mishustin                                           |                                                                                       |